# Megabus (entreprise)
Pour les articles homonymes, voir Megabus.
Megabus est une société britannique de transport par autocar, filiale du groupe Stagecoach, présente en Europe et en Amérique du Nord.
Megabus est une compagnie low cost qui s'est fait connaître en proposant des prix très bas, à une livre sterling ou un euro selon les pays.

## Historique

### 2003-2006: Création et développement au Royaume-Uni
Megabus se lance le 4 août 2003 avec la ligne Londres-Oxford, puis avec les lignes Édimbourg-Glasgow, Édimbourg-Perth, Glasgow-Dundee, Manchester-Liverpool et Manchester-Leeds quelques mois plus tard.
Par la suite, de nombreuses liaisons sont créées entre Londres et les grandes villes du pays.

### 2006-2012: Déploiement en Amérique du Nord
Des modifications sont apportées au réseau britannique le 27 mars 2006. 
Dans le même temps, la société déploie son réseau en Amérique du Nord, précisément dans l'est, le sud et l'ouest des États-Unis, et dans les provinces canadiennes du Québec et d'Ontario[source secondaire souhaitée].

### Depuis 2012: Développement en Europe
Le 16 avril 2012, Megabus ouvre ses premières lignes en Europe continentale, reliant Londres à Boulogne-sur-Mer, Paris, Bruxelles et Amsterdam.
En 2013, Megabus ouvre une ligne entre Cologne, Bruxelles, Gand et Londres.
Derrière, des lignes sont lancées en France, en Belgique, en Allemagne, au Luxembourg, aux Pays-Bas, en Italie et en Espagne.
Megabus attaque le marché français interne en 2015 grâce à la libéralisation permise par la Loi Macron,. Avant cette libéralisation, seules les liaisons internationales avec cabotage national étaient autorisées. Une douzaine de villes françaises sont desservies à partir du printemps 2015. Mais en novembre 2016, la compagnie de cars se déclare en faillite à cause de la perte du contrat de sous-traitance du seul client français de Megabus, FlixBus, étant donné que la société allemande a racheté l'activité française de Megabus durant l'été 2016, sans signer d'accord de reprise des salariés de la filiale française de Megabus, puis a fusionné ses lignes avec celles de Megabus. Les cars Megabus devenant doublons avec ceux de FlixBus, il a ensuite été décidé de la rupture de l'accord entre les deux sociétés. Résultat : une partie des collaborateurs se mettent en grève et critiquent la loi Macron qui aurait desservi leurs intérêts.[réf. nécessaire]
En novembre 2016, la faillite de Mégabus est annoncée quelques mois après son rachat par FlixBus. 175 salariés sont  licenciés économiques.

### 2016: FlixBus
Au 1er juillet 2016, les lignes des activités européennes continentales de Megabus sont rachetées par FlixBus. Cela couvre notamment les secteurs de Allemagne, Belgique, Espagne, France, Italie, Pays-Bas ainsi que sur les liaisons internationales vers et depuis le Royaume-Uni. Megabus devient donc de facto un sous-traitant de FlixBus, avec qui il est lié par contrat. 
Après ce rapprochement, Flixbus gère 100 000 liaisons journalières dans 19 pays.
En septembre 2016, Flixbus dénonce le contrat le liant à la société MegaBus. Cette dernière entre alors en cessation d'activité et décide de licencier ses salariés. En décembre 2016, un accord intervient entre la direction et les syndicats : un plan social est décidé, qui concernera 175 employés de Megabus.

## Polémiques et litiges
En août 2014, un autocar de la société Megabus effectuant le trajet Barcelone-Londres (via Toulouse et Paris) a été stoppé par la police espagnole qui reprochait au chauffeur de voyager seul, d'avoir falsifié la carte de chronotachygraphe et de dépasser la durée maximale autorisée de conduite. Le chauffeur a été interpellé puis placé en garde à vue par la police espagnole. Cet incident avait créé la polémique car les passagers s'étaient retrouvés livrés à eux-mêmes et se sont sentis abandonnés sur le bord de la route par la société de transport,,,.

## Galerie photos

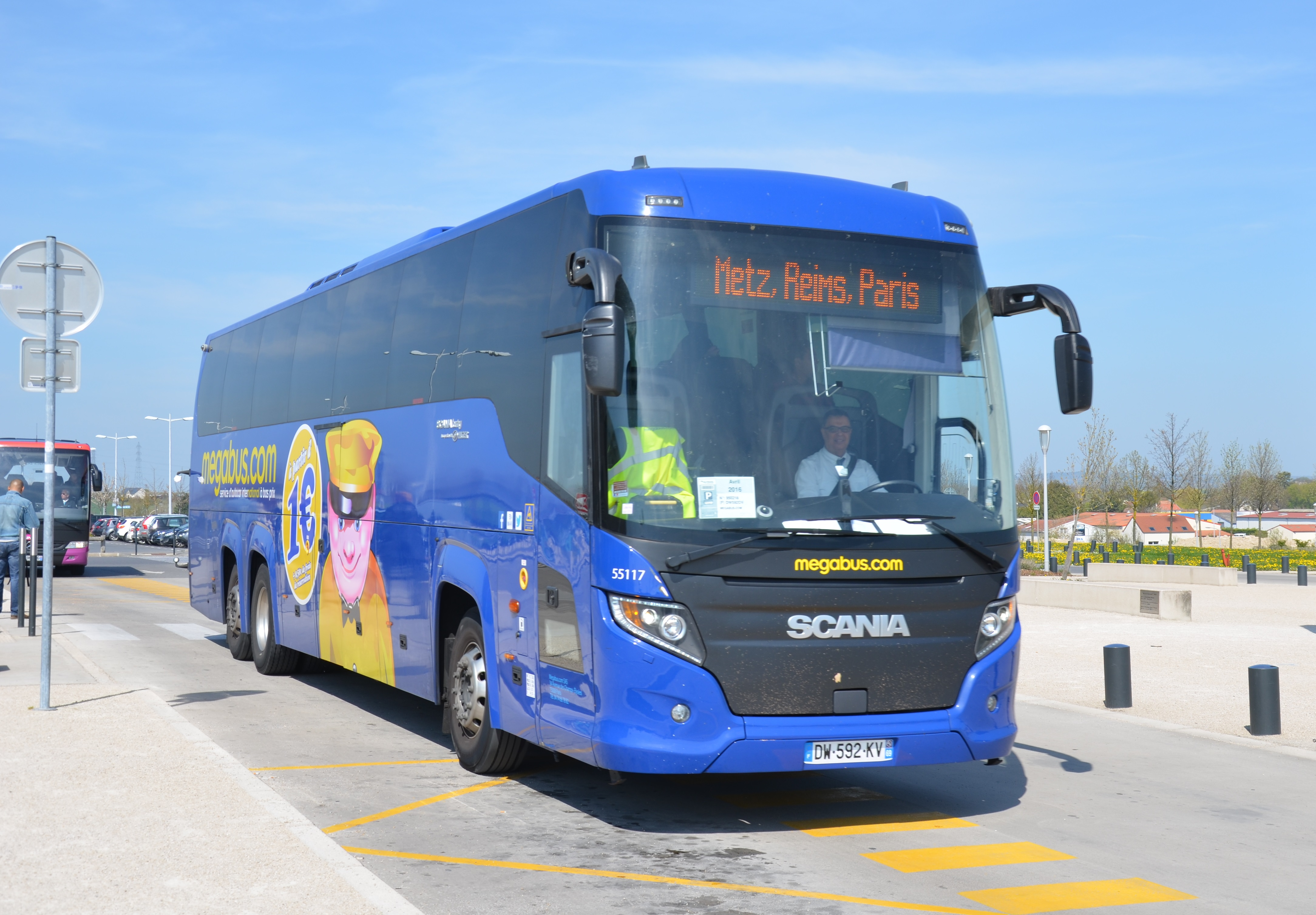
Autocar Megabus en gare de Champagne Ardenne TGV, en avril 2016.
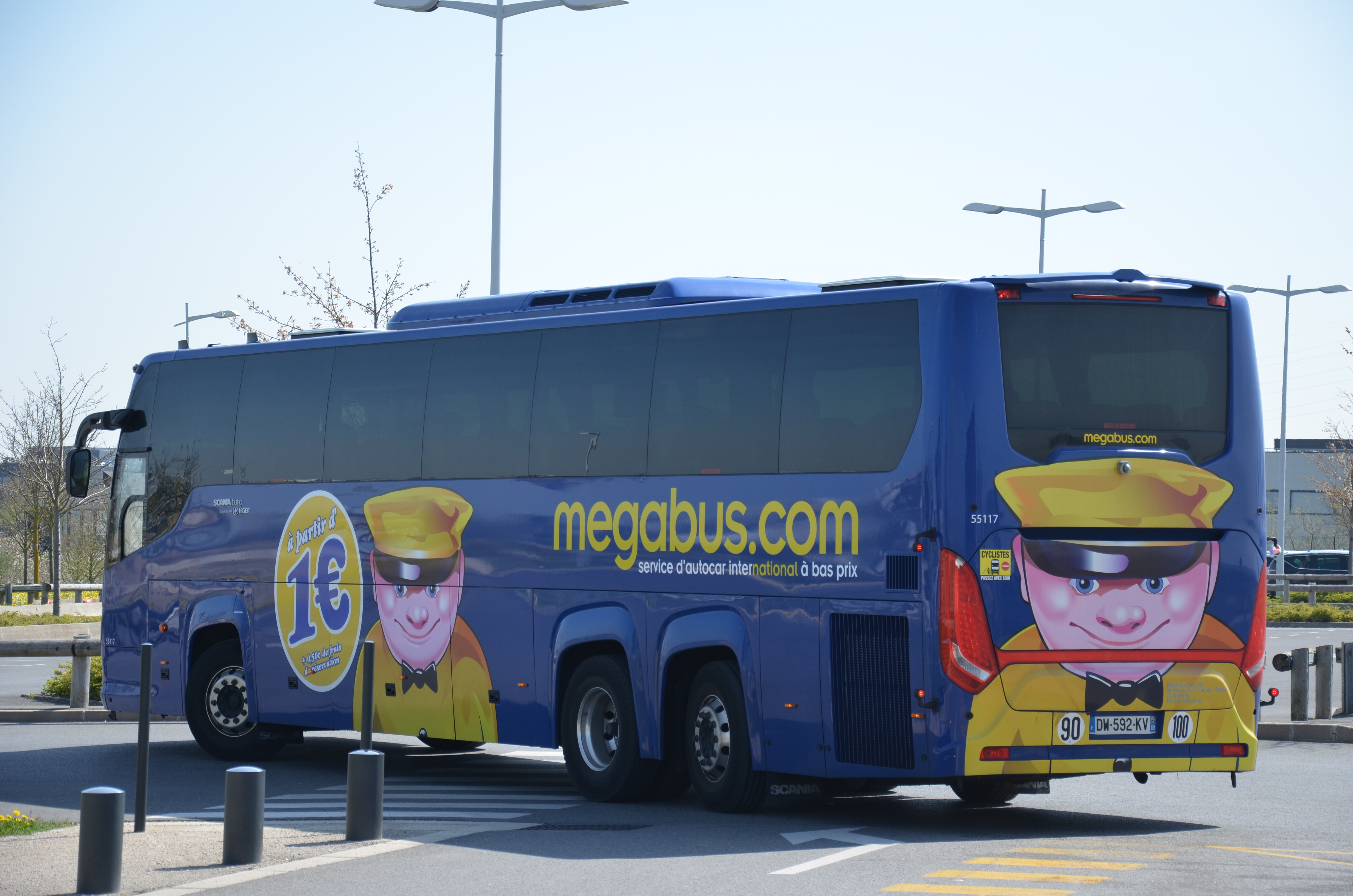
Arrière d'un Megabus en gare de Champagne Ardenne TGV, en avril 2016.
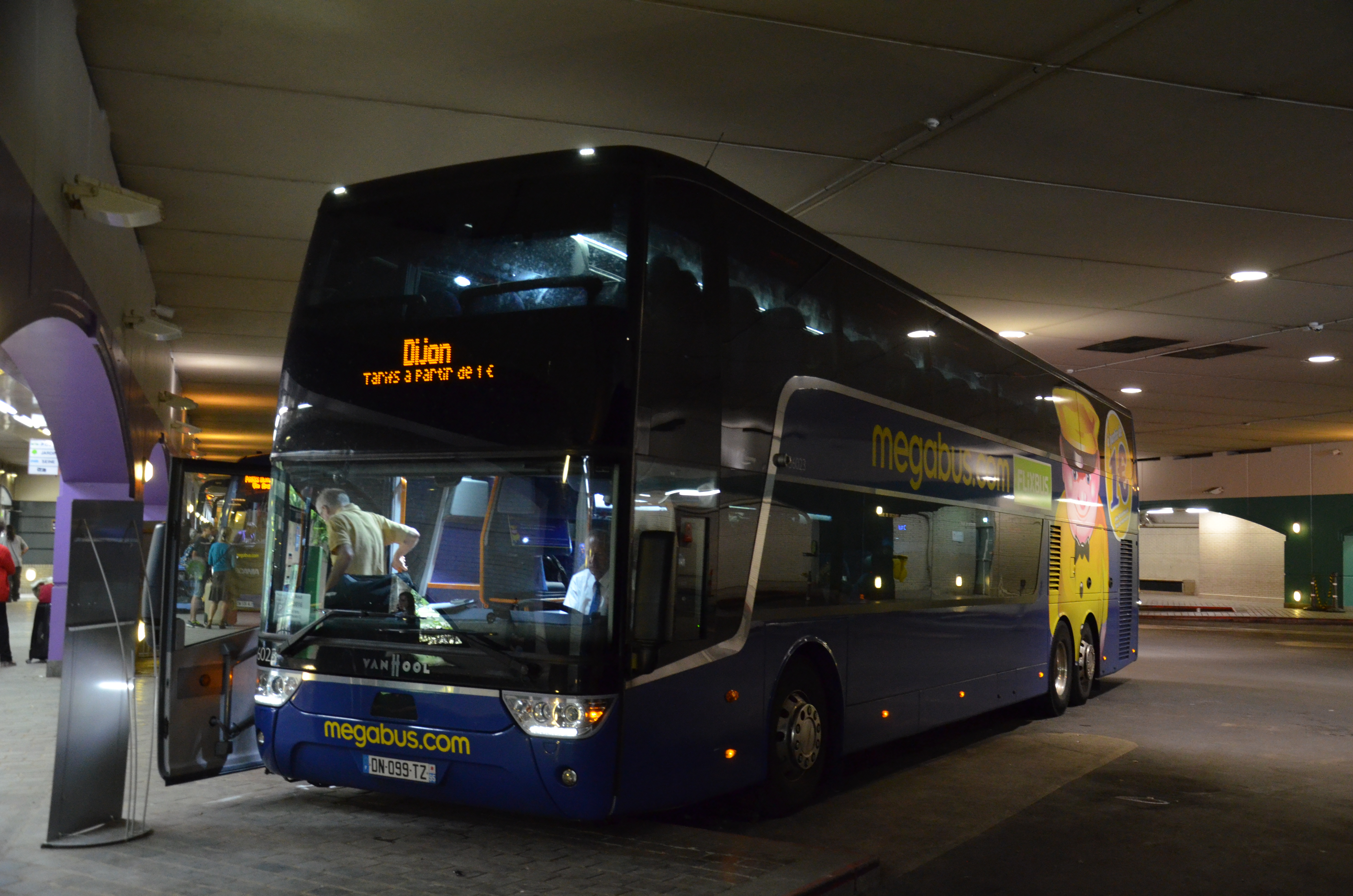
Autocar Megabus en gare routière de Paris Bercy, en août 2016.
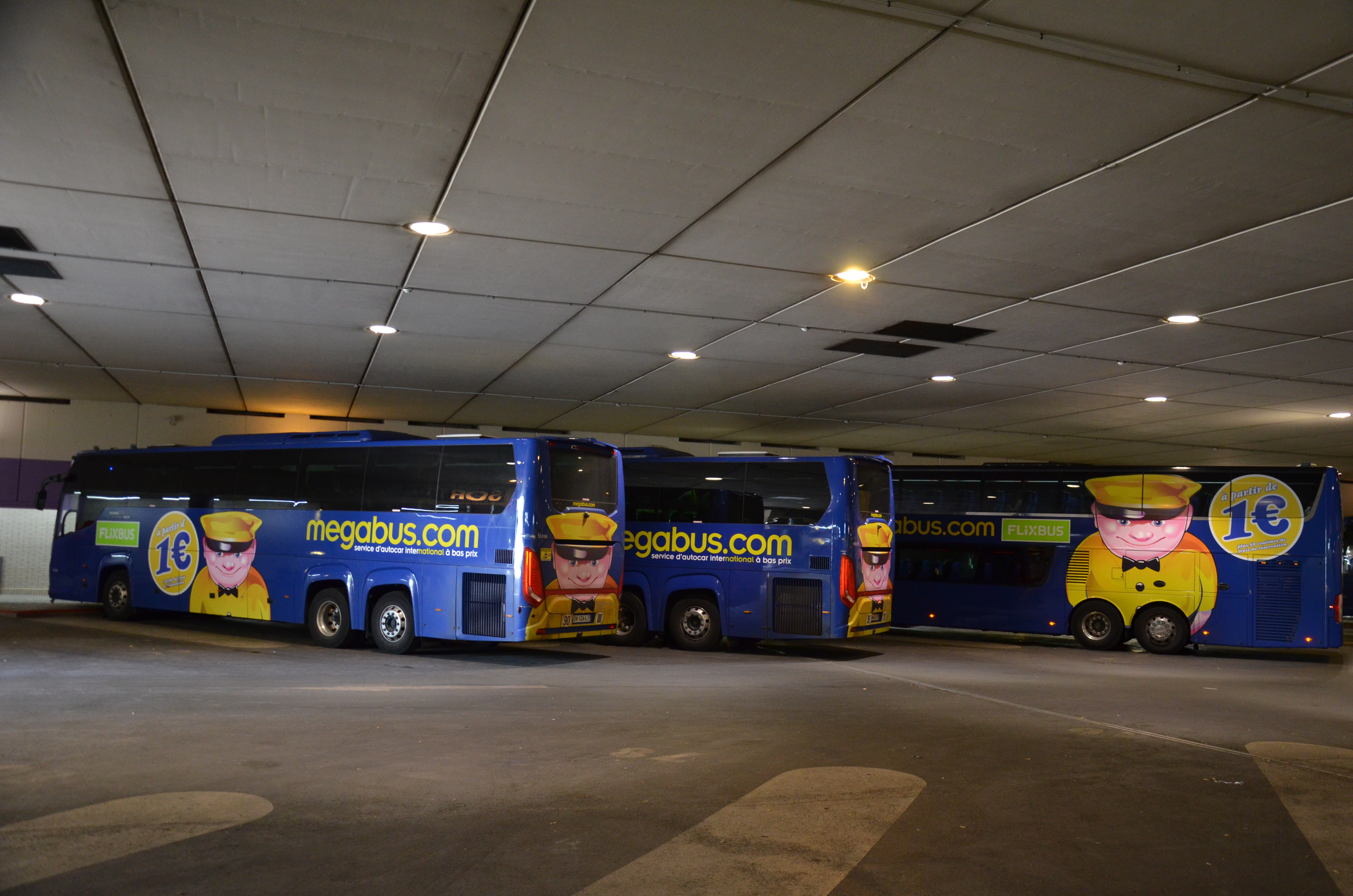
Autocars Megabus en gare routière de Paris Bercy, en août 2016.
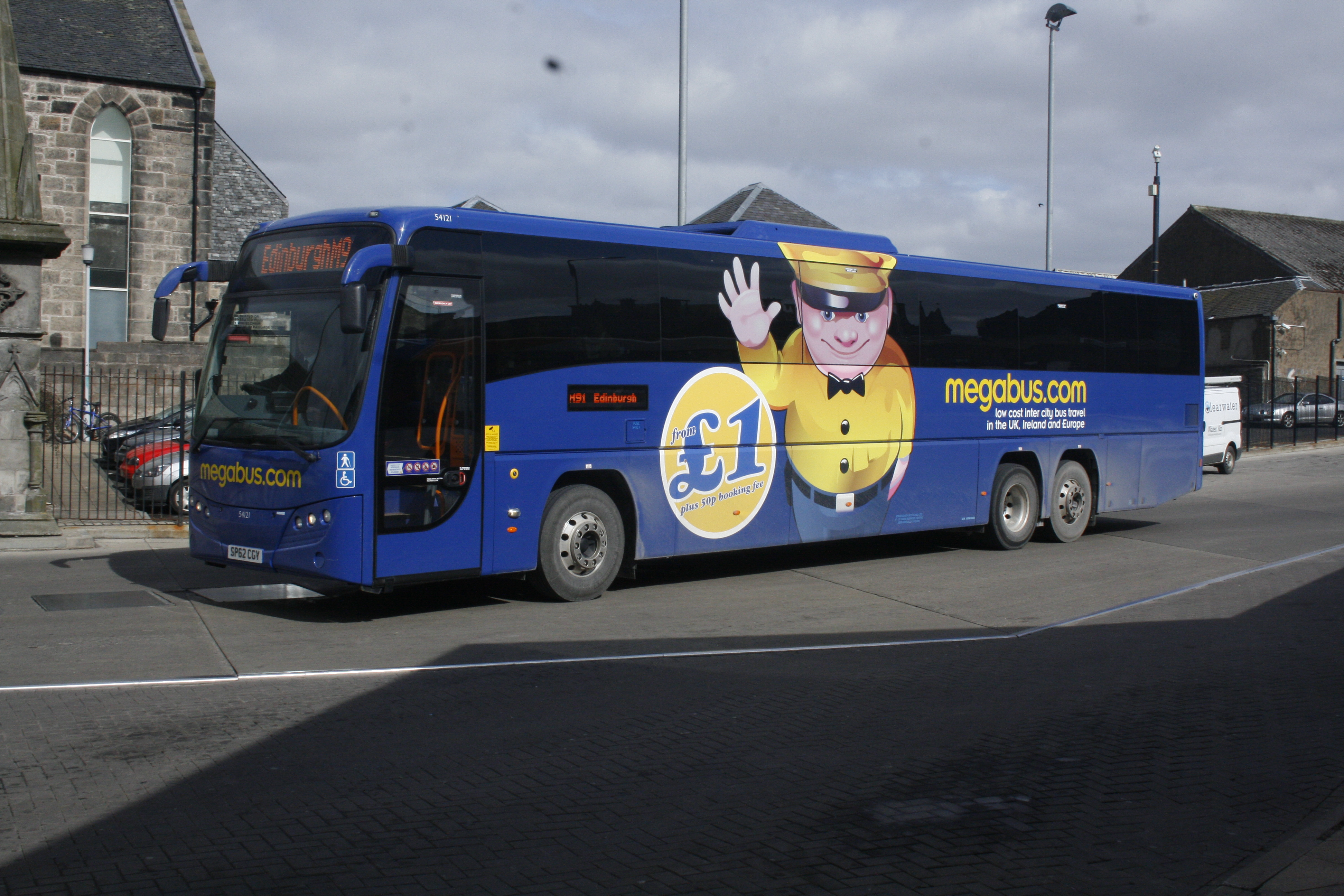
Autocar Megabus à Dunfermline en Écosse, en avril 2013.
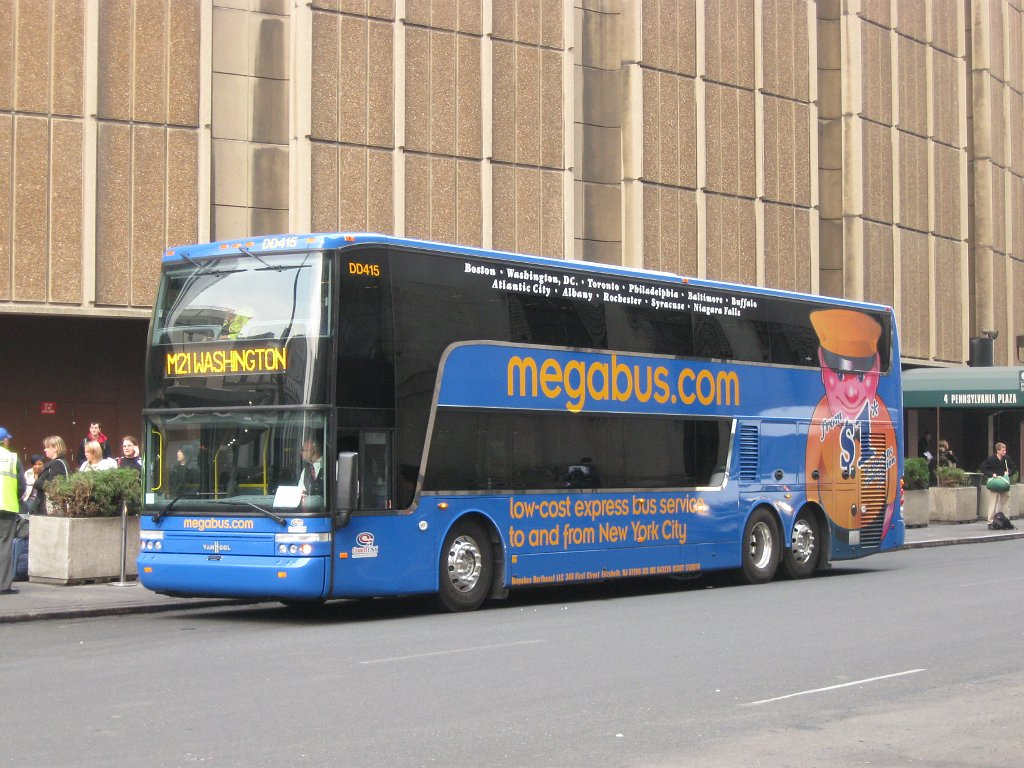
Autocar Megabus à New York, en mars 2009.